# مات ريتر
مات ريتر (بالإنجليزية: Matt Ritter)‏ هو عالم نبات وصحفي وموسيقي أمريكي، ولد في 6 أغسطس 1984 في كاليفورنيا في الولايات المتحدة.